# Eudistylia brevicomata
Eudistylia brevicomata är en ringmaskart som först beskrevs av Ehlers 1905.  Eudistylia brevicomata ingår i släktet Eudistylia och familjen Sabellidae. Inga underarter finns listade i Catalogue of Life.